# Paul Miller (Schauspieler)
Paul Douglas Miller (* 30. Oktober 1960) ist ein kanadischer Schauspieler.
Paul Miller machte seinen Abschluss 1987 an der National Theater School of Canada in Montreal. Er ist bekannt für seine Rolle als Prof. Connor Doyle in PSI Factor.

## Filmografie
- 1989: Erben des Fluchs (Friday the 13th, Fernsehserie, Folge: The Shamans Apprentice)
- 1993: Romeo and Juliet
- 1996: Traders
- 1996–1997, 2000: PSI Factor – Es geschieht jeden Tag (PSI Factor – Chronicles of the Paranormal, Fernsehserie, 23 Folgen)
- 1998: Execution of Justice
- 1999: Relic Hunter – Die Schatzjägerin (Relic Hunter, Fernsehserie, 1 Folge)
- 2004: H2O
- 2006–2009: Degrassi: The Next Generation (Fernsehserie, 5 Folgen)
- 2008, 2014: Murdoch Mysteries (Fernsehserie, 2 Folgen)
- 2015–2021: Good Witch (Fernsehserie, 27 Folgen)
- 2019: Suits (Fernsehserie, 1 Folge)